# Peròus
Pèrous (en francès Pérols) és un municipi occità del Llenguadoc, situat al departament de l'Erau i a la regió d'Occitània.
1. ↑  Topònims occitans de l'Erau